# Second faux Dimitri
Pour les articles homonymes, voir Dimitri (Russie).
 (février 2020).
Comme le premier faux Dimitri, le second faux Dimitri fut un imposteur qui a tenté de se faire passer pour un fils d'Ivan le Terrible afin de devenir tsar au début du XVIIe siècle.

## Contexte
Fédor Ier, seul fils survivant d'Ivan le Terrible, meurt en 1598. Avec lui, s'éteint la dynastie des Riourikides, car son demi-frère Dimitri est mort accidentellement à Ouglitch en 1591. C'est son beau-frère, Boris Godounov, qui est choisi par le Zemski sobor pour lui succéder. Très vite, son autorité puis sa couronne sont contestées, car on le soupçonne fortement d'avoir fait assassiner Dimitri.
Tout à coup, en 1603, un personnage apparaît en Pologne, déclarant être Dimitri, qui a échappé miraculeusement à la mort. Il s'agit du premier imposteur, un moine défroqué du nom de Grigori Otrepiev. Soutenu par la Pologne et par le Saint-Siège, il lève une armée et monte à Moscou, où il se fait couronner sous le nom de Dimitri II en 1605, après avoir renversé les Godounov ; il fait peu après couronner sa femme, Marina Mniszek. Complètement étranger aux traditions moscovites et partisan de la Pologne, il se fait vite détester par les boyards, qui tentent, sous la conduite de Vassili Chouiski, de le renverser par un coup d'État. Le faux Dimitri est tué, Chouiski prend sa place sous le nom de Vassili IV.

## Le nouvel imposteur
C'est en s'appuyant sur la noblesse que Vassili s'était imposé, car le petit peuple de Moscou était resté fidèle à Dimitri et le regrettait comme tsar. Aussi, il ne faut pas s'étonner qu'un second imposteur apparaisse à l'été 1607. Ce nouveau personnage, venu lui aussi de Pologne, prétend être Dimitri II, ayant réussi par miracle à fuir Moscou après avoir échappé à ses agresseurs.
Qui est-il exactement? Contrairement au premier imposteur, les historiens russes n'ont pu faire que des spéculations. Il s'agirait peut-être de Matveï Venitkhine, natif de Sambor, où Dimitri est apparu pour la première fois. D'autres croient qu'il est le fils d'André Kourbski, rallié à l'époque au premier faux Dimitri. Une troisième version lui donne comme nom Dimitri Bogdanko, un Polonais d'origine juive, maître d'école à Chklov.
Quoi qu'il en soit, il lui suffit de se présenter comme le tsar Dimitri pour voir se rallier à lui des Russes, des Polonais et même des Cosaques du Don, avec à leur tête l'ataman Ivan Zarucki. Il parvient ainsi à lever une armée, probablement financée en secret par le roi polonais Sigismond III Vasa.

## Le Tsar de Touchino
Au printemps 1608, l'armée du faux Dimitri se dirige vers Moscou qu'elle n'assiège pas, faute de moyens. Dimitri préfère s'arrêter à Touchino, à quelques kilomètres de la capitale, où il établit son quartier général. Il devient alors pour l'histoire le tsar de Touchino ou le brigand de Touchino, selon que l'on est son partisan ou son adversaire. Il y crée une sorte de cour où plusieurs boyards viennent lui rendre hommage. Le plus connu est Fédor Romanov, devenu le métropolite Philarète, un cousin du véritable Dimitri. En récompense, le faux Dimitri lui offre le patriarcat de toutes les Russies.
Prenant peur, le tsar en place, Vassili IV Chouiski, négocie avec la Pologne. Un traité est signé à l'été 1608. Le tsar s'engage à libérer tous les prisonniers détenus depuis le renversement du premier faux Dimitri. En retour, le roi de Pologne promet de retirer son appui à son adversaire. 
Parmi les prisonniers libérés, il y a Marina, la veuve de Dimitri II. En retournant en Pologne, elle est capturée par un détachement du second faux Dimitri qui l'emmène à Touchino, où elle "reconnaît" son époux miraculeusement "épargné" (pour calmer sa conscience, elle se mariera en privé avec ce nouveau "Dimitri"). Cette reconnaissance fait s'évanouir plusieurs doutes. De nombreux Russes se rallient à lui et il peut bientôt entreprendre le siège de Moscou. Il tente en 1609 de prendre Torjok, en vain.
La Moscovie se divise alors en deux : le nord est partisan de Vassili, le sud de Dimitri. Aucun n'est assez puissant pour renverser l'autre. Vassili tente de se trouver des alliés et envoie son neveu, Michel Skopine-Chouiski, en Suède où il réussit à négocier une entente. Il parvient à obtenir des troupes aguerries contre l'abandon de ses droits en Livonie. Grâce à elles, il parvient à faire lever le siège de Moscou. Le 10 mars 1610, il s'empare de Touchino. Dimitri doit se réfugier à Kalouga avec ses partisans.

## La fin de Dimitri
Au printemps 1610, un troisième prétendant dispute le trône à Dimitri et à Vassili, en la personne du roi polonais Sigismond III Vasa. Dès lors, le faux Dimitri commence à perdre plusieurs de ses appuis, des Polonais bien sûr mais aussi des Russes dont Fédor Romanov. À l'été, les boyards restés à Moscou renversent Vassili IV et offrent la couronne à Ladislas, fils de Sigismond. Le Zemski Sobor l'élit même comme tsar.
Réfugié à Kalouga avec une cour diminuée, Dimitri tente de se rallier d'autres Cosaques et même des Tatars. L'un d'eux, Uraz-Mohammed (Ourouss-Magmet en russe, fondateur de la lignée des princes Ouroussov), est venu de Kassimov avec une troupe nombreuse. Une querelle éclate entre les deux hommes. Le fils d'Uraz accuse son père de vouloir tuer Dimitri qui ordonne aussitôt son exécution. Le 10 décembre 1610, Dimitri est à son tour assassiné au cours d'une partie de chasse par le fils qui avait finalement décidé de venger son père.
C'est dans ces circonstances plutôt obscures que disparaît le second faux Dimitri laissant sa veuve accoucher d'un fils posthume le mois suivant en janvier 1611. À l'élection de Michel Romanov, fils de Fédor, en tant que tsar, Marina et son fils sont pourchassés, et ramenés à Moscou : l'enfant est pendu, Marina meurt en prison peu après.

## Articles liés
- Dimitri Ivanovitch
- Faux Dimitri
- Troisième faux Dimitri